# Igor Francetić (liječnik)
Igor Francetić (Zagreb, 3. travnja 1947.) je hrvatski liječnik i sveučilišni profesor, specijalist kliničke farmakologije i interne medicine, redoviti profesor Medicinskog fakulteta Sveučilišta u Zagrebu.

## Životopis
Francetić je diplomirao 1971. godine na Medicinskom fakultetu u Zagrebu, gdje je specijalizirao kliničku farmakologiju 1979., a internu medicinu 1981. godine. Zaposlen je na Medicinskom fakultetu i na Klinici za unutrašnje bolesti KBC Zagreb. Izabran je za docenta 1989. godine, 1990. za izvanrednoga profesora, a od 2003. godine je redoviti profesor interne medicine te kliničke farmakologije na Medicinskom fakultetu u Zagrebu.
Godine 1987. jedan je od predsjednika Savezne komisije za lijekove. Također je bio predsjesnik potkomisije za dopinšku kontrolu Hrvatskog olimpijskog odbora, a od 2000. predsjednik Komisije za lijekove Ministarstva zdravstva Republike Hrvatske i voditelj Nacionalnoga centra za praćenje nuspojava lijekova u Programu Svjetske zdravstvene organizacije. Od 1997. – 2011. godine predsjednik je Društva za kliničku farmakologiju i terapiju Hrvatskoga liječničkog zbora. Gost je predavač na nekoliko Medicinskih fakulteta u zemlji i inozemstvu.
Francetić je dugogodišnji član Vijeća Židovske općine Zagreb, čiji je potpredsjednik od 1993.
Objavio više od 200 stručnih i znanstvenih radova. Jedan je od urednika udžbenika Interna medicina (Zagreb, 1991). Glavni je urednik 6. i 7. izdanja Farmakoterapijskog priručnika (Zagreb, 2010. i 2015).

## Privatni život
Francetić je sin Nikole Francetića i liječnice Ruže rođ. Blau. Obitelj njegove majke je stradala u logoru Auschwitz u Drugom svjetskom ratu.
Francetić je u braku s Divnom rođ. Kern. Otac je inženjera fizike Nikole Francetića (Zagreb, 1972.) i sociologinje i plesne pedagoginje Hane Francetić Brčić (Zagreb, 1975.). Ima šestero unuka.
Izabran je za prvog velikog majstora Velike lože Hrvatske 1997. godine. Na ovoj dužnosti zadržao se do 2000. godine.

## Vanjske poveznice
- Igor Francetić na CroRIS-u